# Quint Volusi Saturní (cònsol any 92)
Quint Volusi Saturní (en llatí Quintus Volusius Saturninus) va ser un magistrat romà del segle i.
Va ser nomenat cònsol romà l'any 92 juntament amb l'emperador Domicià. El mencionen els Fasti.